# Región de Tibesti
Tibesti es una de las 23 regiones de Chad, cuya capital es Bardai.

## Historia
Entre 2002 y febrero de 2008, el Tibesti fue uno de los cuatro departamentos que componían la región de Borkou-Ennedi-Tibesti (Decretos N ° 415/PR/MAT/02 y 419/PR/MAT/02).
Esta región chadiana fue creada 19 de febrero de 2008 debido al desmembramiento de la antigua Región de Borkou-Ennedi-Tibesti.

## Subdivisiones
| Departamento  | Capital | Subprefecturas                   |
| ------------- | ------- | -------------------------------- |
| Tibesti Est   | Bardaï  | Bardaï, Zoumri, Aouzou, Yebbibou |
| Tibesti Ouest | Zouar   | Zouar, Wour, Goubonne            |

- Datos: Q737711
- Multimedia: Tibesti / Q737711